# Christiaan Theodoor van Valkenburg
Christiaan Theodoor van Valkenburg (ur. 9 grudnia 1872 w Winschoten, zm. 1962) – holenderski lekarz neurolog i psychiatra. Studiował medycynę na Uniwersytecie w Zurychu i w Groningen, gdzie otrzymał dyplom.
Podczas hitlerowskiej okupacji Holandii działał w ruchu oporu i przebywał w więzieniu.

## Wybrane prace
- Surface and structure of the cortex of a microcephalic idiot (1909)
- The origin of the fibres of the corpus callosum and the psalterium (1911)
- Algemeene klinische localisatie in het zenuwstelsel (1912)
- Freudisme voor iedereen (1918)